# 武惟良
武惟良（7世纪—666年），名守官，字惟良，唐朝并州文水县（今山西省文水县）人，武则天的伯父武士讓的儿子。

## 生平
司農武惟良擅用并州賦二百萬緡，韓思彥弹劾他要求處死，武则天為武惟良求情而免。李義府與諸武一起毁谤韩思彥，出為山陽丞。他四叔武士彟（武则天之父）死后，武惟良、武怀运、武元庆、武元爽等待武则天之母荣国夫人杨氏失礼。武则天当皇后之后，荣国夫人置酒，对武惟良说：「你等記得原来的事情吗？现在怎么说？」回答：「幸以功臣之子位列朝廷，现在以外戚進升，憂愁而不榮耀。」荣国夫人大怒，让武后假作退讓，請高宗将武惟良等外放，向天下表示無私。武元庆外放为龙州刺史，武元爽为濠州刺史，武惟良由卫尉少卿出为始州刺史。武惟良后跟随唐高宗东封泰山，武则天把武惟良进献的食物里下毒，毒杀了其姊韩国夫人之女魏国夫人贺兰氏。乾封元年（666年）八月丁未，殺始州刺史武惟良、淄州刺史武懷運被处死，改姓蝮氏，绝其属籍，以韓國夫人之子贺兰敏之奉祀武士彠。武则天即位后，追封武惟良为建安郡王。

## 子孙
- 武攸宜，冬官尚書
- 武攸緒，揚州長史